# 20e étape du Tour d'Espagne 2018
La 20e étape du Tour d'Espagne 2018 se déroule le 15 septembre 2018, entre Escaldes-Engordany et Collada de la Gallina, sur un parcours de 97,3  kilomètres.

## Résultats

### Classement de l'étape
| \| Classement de l'étape \| Classement de l'étape \| Classement de l'étape \| Classement de l'étape \| Classement de l'étape \| \| Coureur \| Coureur \| Pays \| Équipe \| Temps \| \| --------------------- \| --------------------- \| --------------------- \| ------------------------- \| --------------------- \| \| 1er \| Enric Mas \| Espagne \| Quick-Step Floors \| 2 h 59 min 30 s \| \| 2e \| Miguel Ángel López \| Colombie \| Astana \| + 0 s \| \| 3e \| Simon Yates \| Royaume-Uni \| Mitchelton-Scott \| + 23 s \| \| 4e \| Thibaut Pinot \| France \| Groupama-FDJ \| + 54 s \| \| 5e \| Rigoberto Urán \| Colombie \| EF Education First-Drapac \| + 57 s \| \| 6e \| Wilco Kelderman \| Pays-Bas \| Team Sunweb \| + 1 min 11 s \| \| 7e \| Steven Kruijswijk \| Pays-Bas \| LottoNL-Jumbo \| + 1 min 15 s \| \| 8e \| David de la Cruz \| Espagne \| Team Sky \| + 2 min 17 s \| \| 9e \| Nairo Quintana \| Colombie \| Movistar Team \| + 3 min 09 s \| \| 10e \| Alejandro Valverde \| Espagne \| Movistar Team \| + 3 min 09 s \| |                    |             |                           |                 |
| |                    |             |                           |                 |
| Source : ProCyclingStats |                    |             |                           |                 |
| Classement de l'étape |                    |             |                           |                 |
| Coureur | Coureur            | Pays        | Équipe                    | Temps           |
| 1er | Enric Mas          | Espagne     | Quick-Step Floors         | 2 h 59 min 30 s |
| 2e | Miguel Ángel López | Colombie    | Astana                    | + 0 s           |
| 3e | Simon Yates        | Royaume-Uni | Mitchelton-Scott          | + 23 s          |
| 4e | Thibaut Pinot      | France      | Groupama-FDJ              | + 54 s          |
| 5e | Rigoberto Urán     | Colombie    | EF Education First-Drapac | + 57 s          |
| 6e | Wilco Kelderman    | Pays-Bas    | Team Sunweb               | + 1 min 11 s    |
| 7e | Steven Kruijswijk  | Pays-Bas    | LottoNL-Jumbo             | + 1 min 15 s    |
| 8e | David de la Cruz   | Espagne     | Team Sky                  | + 2 min 17 s    |
| 9e | Nairo Quintana     | Colombie    | Movistar Team             | + 3 min 09 s    |
| 10e | Alejandro Valverde | Espagne     | Movistar Team             | + 3 min 09 s    |

## Classements à l'issue de l'étape

### Classement général
| \| Classement général \| Classement général \| Classement général \| Classement général \| Classement général \| \| Coureur \| Coureur \| Pays \| Équipe \| Temps \| \| ------------------ \| ------------------ \| ------------------ \| ------------------------- \| ------------------ \| \| 1er \| Simon Yates \| Royaume-Uni \| Mitchelton-Scott \| 79 h 44 min 30 s \| \| 2e \| Enric Mas \| Espagne \| Quick-Step Floors \| + 1 min 46 s \| \| 3e \| Miguel Ángel López \| Colombie \| Astana \| + 2 min 04 s \| \| 4e \| Steven Kruijswijk \| Pays-Bas \| LottoNL-Jumbo \| + 2 min 54 s \| \| 5e \| Alejandro Valverde \| Espagne \| Movistar Team \| + 4 min 28 s \| \| 6e \| Thibaut Pinot \| France \| Groupama-FDJ \| + 5 min 57 s \| \| 7e \| Rigoberto Urán \| Colombie \| EF Education First-Drapac \| + 6 min 07 s \| \| 8e \| Nairo Quintana \| Colombie \| Movistar Team \| + 6 min 51 s \| \| 9e \| Ion Izagirre \| Espagne \| Bahrain-Merida \| + 11 min 09 s \| \| 10e \| Wilco Kelderman \| Pays-Bas \| Team Sunweb \| + 11 min 11 s \| |                    |             |                           |                  |
| |                    |             |                           |                  |
| Source : ProCyclingStats |                    |             |                           |                  |
| Classement général |                    |             |                           |                  |
| Coureur | Coureur            | Pays        | Équipe                    | Temps            |
| 1er | Simon Yates        | Royaume-Uni | Mitchelton-Scott          | 79 h 44 min 30 s |
| 2e | Enric Mas          | Espagne     | Quick-Step Floors         | + 1 min 46 s     |
| 3e | Miguel Ángel López | Colombie    | Astana                    | + 2 min 04 s     |
| 4e | Steven Kruijswijk  | Pays-Bas    | LottoNL-Jumbo             | + 2 min 54 s     |
| 5e | Alejandro Valverde | Espagne     | Movistar Team             | + 4 min 28 s     |
| 6e | Thibaut Pinot      | France      | Groupama-FDJ              | + 5 min 57 s     |
| 7e | Rigoberto Urán     | Colombie    | EF Education First-Drapac | + 6 min 07 s     |
| 8e | Nairo Quintana     | Colombie    | Movistar Team             | + 6 min 51 s     |
| 9e | Ion Izagirre       | Espagne     | Bahrain-Merida            | + 11 min 09 s    |
| 10e | Wilco Kelderman    | Pays-Bas    | Team Sunweb               | + 11 min 11 s    |

| Classement par points | Classement par points | Classement par points | Classement par points     | Classement par points |
| Coureur               | Coureur               | Pays                  | Équipe                    | Points                |
| --------------------- | --------------------- | --------------------- | ------------------------- | --------------------- |
| 1er                   | Alejandro Valverde    | Espagne               | Movistar Team             | 131 pts               |
| 2e                    | Simon Yates           | Royaume-Uni           | Mitchelton-Scott          | 104 pts               |
| 3e                    | Miguel Ángel López    | Colombie              | Astana                    | 103 pts               |
| 4e                    | Peter Sagan           | Slovaquie             | Bora-Hansgrohe            | 99 pts                |
| 5e                    | Thibaut Pinot         | France                | Groupama-FDJ              | 95 pts                |
| 6e                    | Dylan Teuns           | Belgique              | BMC Racing Team           | 93 pts                |
| 7e                    | Elia Viviani          | Italie                | Quick-Step Floors         | 80 pts                |
| 8e                    | Steven Kruijswijk     | Pays-Bas              | LottoNL-Jumbo             | 80 pts                |
| 9e                    | Enric Mas             | Espagne               | Quick-Step Floors         | 75 pts                |
| 10e                   | Rigoberto Urán        | Colombie              | EF Education First-Drapac | 74 pts                |

| Classement par points | Classement par points | Classement par points | Classement par points     | Classement par points |
| Coureur               | Coureur               | Pays                  | Équipe                    | Points                |
| --------------------- | --------------------- | --------------------- | ------------------------- | --------------------- |
| 1er                   | Alejandro Valverde    | Espagne               | Movistar Team             | 131 pts               |
| 2e                    | Simon Yates           | Royaume-Uni           | Mitchelton-Scott          | 104 pts               |
| 3e                    | Miguel Ángel López    | Colombie              | Astana                    | 103 pts               |
| 4e                    | Peter Sagan           | Slovaquie             | Bora-Hansgrohe            | 99 pts                |
| 5e                    | Thibaut Pinot         | France                | Groupama-FDJ              | 95 pts                |
| 6e                    | Dylan Teuns           | Belgique              | BMC Racing Team           | 93 pts                |
| 7e                    | Elia Viviani          | Italie                | Quick-Step Floors         | 80 pts                |
| 8e                    | Steven Kruijswijk     | Pays-Bas              | LottoNL-Jumbo             | 80 pts                |
| 9e                    | Enric Mas             | Espagne               | Quick-Step Floors         | 75 pts                |
| 10e                   | Rigoberto Urán        | Colombie              | EF Education First-Drapac | 74 pts                |

| Classement de la montagne | Classement de la montagne | Classement de la montagne | Classement de la montagne  | Classement de la montagne |
| Coureur                   | Coureur                   | Pays                      | Équipe                     | Points                    |
| ------------------------- | ------------------------- | ------------------------- | -------------------------- | ------------------------- |
| 1er                       | Thomas De Gendt           | Belgique                  | Lotto-Soudal               | 95 pts                    |
| 2e                        | Bauke Mollema             | Pays-Bas                  | Trek-Segafredo             | 83 pts                    |
| 3e                        | Luis Ángel Maté           | Espagne                   | Cofidis, Solutions Crédits | 64 pts                    |
| 4e                        | Benjamin King             | États-Unis                | Dimension Data             | 56 pts                    |
| 5e                        | Miguel Ángel López        | Colombie                  | Astana                     | 45 pts                    |
| 6e                        | Simon Yates               | Royaume-Uni               | Mitchelton-Scott           | 38 pts                    |
| 7e                        | Thibaut Pinot             | France                    | Groupama-FDJ               | 36 pts                    |
| 8e                        | Pierre Rolland            | France                    | EF Education First-Drapac  | 31 pts                    |
| 9e                        | Michael Woods             | Canada                    | EF Education First-Drapac  | 21 pts                    |
| 10e                       | Michał Kwiatkowski        | Pologne                   | Team Sky                   | 20 pts                    |

| Classement de la montagne | Classement de la montagne | Classement de la montagne | Classement de la montagne  | Classement de la montagne |
| Coureur                   | Coureur                   | Pays                      | Équipe                     | Points                    |
| ------------------------- | ------------------------- | ------------------------- | -------------------------- | ------------------------- |
| 1er                       | Thomas De Gendt           | Belgique                  | Lotto-Soudal               | 95 pts                    |
| 2e                        | Bauke Mollema             | Pays-Bas                  | Trek-Segafredo             | 83 pts                    |
| 3e                        | Luis Ángel Maté           | Espagne                   | Cofidis, Solutions Crédits | 64 pts                    |
| 4e                        | Benjamin King             | États-Unis                | Dimension Data             | 56 pts                    |
| 5e                        | Miguel Ángel López        | Colombie                  | Astana                     | 45 pts                    |
| 6e                        | Simon Yates               | Royaume-Uni               | Mitchelton-Scott           | 38 pts                    |
| 7e                        | Thibaut Pinot             | France                    | Groupama-FDJ               | 36 pts                    |
| 8e                        | Pierre Rolland            | France                    | EF Education First-Drapac  | 31 pts                    |
| 9e                        | Michael Woods             | Canada                    | EF Education First-Drapac  | 21 pts                    |
| 10e                       | Michał Kwiatkowski        | Pologne                   | Team Sky                   | 20 pts                    |

| Classement du combiné | Classement du combiné | Classement du combiné | Classement du combiné     | Classement du combiné |
| Coureur               | Coureur               | Pays                  | Équipe                    | Points                |
| --------------------- | --------------------- | --------------------- | ------------------------- | --------------------- |
| 1er                   | Simon Yates           | Royaume-Uni           | Mitchelton-Scott          | 9 pts                 |
| 2e                    | Miguel Ángel López    | Colombie              | Astana                    | 11 pts                |
| 3e                    | Alejandro Valverde    | Espagne               | Movistar Team             | 18 pts                |
| 4e                    | Thibaut Pinot         | France                | Groupama-FDJ              | 18 pts                |
| 5e                    | Enric Mas             | Espagne               | Quick-Step Floors         | 22 pts                |
| 6e                    | Steven Kruijswijk     | Pays-Bas              | LottoNL-Jumbo             | 29 pts                |
| 7e                    | Rigoberto Urán        | Colombie              | EF Education First-Drapac | 43 pts                |
| 8e                    | Nairo Quintana        | Colombie              | Movistar Team             | 47 pts                |
| 9e                    | Rafał Majka           | Pologne               | Bora-Hansgrohe            | 47 pts                |
| 10e                   | David de la Cruz      | Espagne               | Team Sky                  | 76 pts                |

| Classement du combiné | Classement du combiné | Classement du combiné | Classement du combiné     | Classement du combiné |
| Coureur               | Coureur               | Pays                  | Équipe                    | Points                |
| --------------------- | --------------------- | --------------------- | ------------------------- | --------------------- |
| 1er                   | Simon Yates           | Royaume-Uni           | Mitchelton-Scott          | 9 pts                 |
| 2e                    | Miguel Ángel López    | Colombie              | Astana                    | 11 pts                |
| 3e                    | Alejandro Valverde    | Espagne               | Movistar Team             | 18 pts                |
| 4e                    | Thibaut Pinot         | France                | Groupama-FDJ              | 18 pts                |
| 5e                    | Enric Mas             | Espagne               | Quick-Step Floors         | 22 pts                |
| 6e                    | Steven Kruijswijk     | Pays-Bas              | LottoNL-Jumbo             | 29 pts                |
| 7e                    | Rigoberto Urán        | Colombie              | EF Education First-Drapac | 43 pts                |
| 8e                    | Nairo Quintana        | Colombie              | Movistar Team             | 47 pts                |
| 9e                    | Rafał Majka           | Pologne               | Bora-Hansgrohe            | 47 pts                |
| 10e                   | David de la Cruz      | Espagne               | Team Sky                  | 76 pts                |

| Classement par équipes | Classement par équipes                   | Classement par équipes | Classement par équipes |
| Équipe                 | Équipe                                   | Pays                   | Temps                  |
| ---------------------- | ---------------------------------------- | ---------------------- | ---------------------- |
| 1re                    | Movistar Team                            | Espagne                | 239 h 45 min 40 s      |
| 2e                     | Bahrain-Merida                           | Bahreïn                | + 45 min 36 s          |
| 3e                     | Bora-Hansgrohe                           | Allemagne              | + 47 min 57 s          |
| 4e                     | AG2R La Mondiale                         | France                 | + 48 min 10 s          |
| 5e                     | EF Education First-Drapac p/b Cannondale | États-Unis             | + 58 min 49 s          |
| 6e                     | Dimension Data                           | Afrique du Sud         | + 1 h 31 min 01 s      |
| 7e                     | Astana                                   | Kazakhstan             | + 1 h 37 min 13 s      |
| 8e                     | Euskadi Basque Country-Murias            | Espagne                | + 1 h 47 min 50 s      |
| 9e                     | Cofidis, Solutions Crédits               | France                 | + 3 h 30 min 27 s      |
| 10e                    | Katusha-Alpecin                          | Suisse                 | + 3 h 35 min 30 s      |

| Classement par équipes | Classement par équipes                   | Classement par équipes | Classement par équipes |
| Équipe                 | Équipe                                   | Pays                   | Temps                  |
| ---------------------- | ---------------------------------------- | ---------------------- | ---------------------- |
| 1re                    | Movistar Team                            | Espagne                | 239 h 45 min 40 s      |
| 2e                     | Bahrain-Merida                           | Bahreïn                | + 45 min 36 s          |
| 3e                     | Bora-Hansgrohe                           | Allemagne              | + 47 min 57 s          |
| 4e                     | AG2R La Mondiale                         | France                 | + 48 min 10 s          |
| 5e                     | EF Education First-Drapac p/b Cannondale | États-Unis             | + 58 min 49 s          |
| 6e                     | Dimension Data                           | Afrique du Sud         | + 1 h 31 min 01 s      |
| 7e                     | Astana                                   | Kazakhstan             | + 1 h 37 min 13 s      |
| 8e                     | Euskadi Basque Country-Murias            | Espagne                | + 1 h 47 min 50 s      |
| 9e                     | Cofidis, Solutions Crédits               | France                 | + 3 h 30 min 27 s      |
| 10e                    | Katusha-Alpecin                          | Suisse                 | + 3 h 35 min 30 s      |